# 线叶无心菜
线叶无心菜（学名：Arenaria leptophylla）是石竹科无心菜属的植物，是中国的特有植物。分布于中国大陆的四川、云南等地，生长于海拔3,000米至3,700米的地区，一般生于林缘岩石缝隙，目前尚未由人工引种栽培。

## 别名
薄叶无心菜（高原生物学集刊）

## 异名
- Arenaria linearifolia Franch.